# 坂田明
坂田 明（さかた あきら、1945年2月21日 - ）は、日本のジャズ・サクソフォーン奏者、タレント、俳優。ミジンコ研究家としても知られている。
息子もミュージシャンで、元・バンド「Polaris」のドラマー坂田学。

## プロフィール
広島県呉市広長浜生まれ。広島大学水畜産学部水産学科卒業後、1969年に上京し「細胞分裂」を結成。1972年から1979年末まで山下洋輔トリオに在籍。激しいサックス演奏で知られるようになる。同トリオを脱退後は、さまざまなグループの結成・解体を繰り返し、2000年から「坂田明mii（みい）」を中心に活動。現在は「坂田明Trio」、「坂田明&chikamorachi」でのレギュラーユニットの活動と同時に、内外のミュージシャンとのフリー・セッションを行なっている。

### ミジンコとの関わり
広島大学水畜産学部水産学科（現・生物生産学部）の卒業生であり、2003年には長年にわたるミジンコの研究・普及活動が認められ、日本プランクトン学会から特別表彰された。2007年には東京薬科大学生命科学部客員教授に就任した。

### タレント活動
山下洋輔をはじめ、赤塚不二夫、タモリらとは古くからの友人であり、タモリの持ち芸として知られるハナモゲラ語の元祖でもある（当時は「坂田カブキ」とも呼ばれる）。
1982年のセイコー腕時計「ハイブリッド」のテレビCMのユニークなパフォーマンスで一気に有名になった。商品名をもじった「ハイブリッド人間」は、当時の流行語となった。CMは1990年代にテイジン、2005年に、KINCHOのゴキブリ用殺虫剤「コックローチ」で輪島功一と共に学ラン姿で出演している。

## ディスコグラフィ
- Counter Clockwise Trip
- Peking
- Tenoch Sakana
- Pochi
- 20人格 
  - 収録曲の「新童謡パート1」が「ひらけ!ポンキッキ」のミニコーナーで使われた。
- 死ぬときは別
- 4 O'Clock
- Live-dub
- Dance
- 下駄はいてこなくっちゃ
- Trauma
- DA-DA-DA
- Tacology
- Akira Sakata vs Spherical Sound
- MOOKO（蒙古）
- Silent Plankton
- Nano Space Odyssey
- どうでしょう？！(How's That)
- 海La Mer/Harpacticoida
- Scenic Zone/ gazelle
- Fisherman's.com
- 108 Desires
- 坂田さんとTOY-Live at PIT INN-
- A　SAKATA/KAIGARABUSHI　DJ　KRUSH　REMIX
- 赤とんぼ
- かなしい EXPLOSION
- チョット！（I'm here）

## 著書
- 『ジャズ西遊記』晶文社, 1979.2
- 『笑うかどで逮捕する!』(犀の本) 晶文社, 1983.10
- 『エイズ・エイジの混同夢狂走曲』(アスファルト・ブックス）河出書房新社, 1987.4
- 『クラゲの正体』晶文社, 1994.11
- 『瀬戸内の困ったガキ』晶文社, 1994.8
- 『ミジンコ道楽 その哲学と実践』(The new fifties) 講談社, 1997.11
- 『私説ミジンコ大全 人間とミジンコがつながる世界認識』晶文社, 2013.1

### 共著
- 『老人と海 与那国島 本橋成一写真録』朝日新聞社, 1990.8
- 『ミジンコの都合』(自然術）日高敏隆共著. 晶文社, 1990.9
- 『破壊するのだ!!赤塚不二夫の「バカ」に学ぶ』(Ele-king books) 髙平哲郎, 三上寛,奥成達, 足立正生,山下洋輔,赤塚りえ子, 三田格共著. Pヴァイン, 2015.9
- 『赤塚不二夫生誕80年企画バカ田大学講義録なのだ!』泉麻人,みうらじゅん,久住昌之,会田誠, 鴻上尚史,茂木健一郎,三上寛, 宇川直宏, 養老孟司,喰始,浅葉克己, 河口洋一郎,原島博共著. 文藝春秋, 2016.7

## 映画
- 彼女が水着にきがえたら
- 風の歌を聴け　ジェイ役
- 226 大木伍長役
- 野ゆき山ゆき海べゆき サキの父役

## テレビ
- クイズ!タモリの音楽は世界だ
- 豊なる干潟～坂田明が見た豊前海の神秘（大分朝日放送制作・テレビ朝日系で放送）

## CM
- カシオ・デジタルホーン
- 服部セイコー 腕時計 ハイブリッド（1982年）
- 阪本漢方  マムシグロンＡ
- 紀文 竹輪（1987年）
- テイジン
- KINCHO コックローチ（2005年）

## DVD
- ミジンコ　静かなる宇宙（テレコムスタッフ）2005年
- MIJINKO a Silent Microcosm (英語字幕版) 2008年